# Mazda 323
Mazda 323 var en av Mazdas mest sålda bilmodeller och tillverkades i olika versioner mellan 1977 och 2003. Modellen ersattes av Mazda3. Se även Mazda 323F.
På vissa marknader såldes bilen under namnet Mazda Familia. Det modellnamnet hade använts på två tidigare modellgenerationer från och med 1963. Beroende på hur man räknar var alltså modellen som började tillverkas 1977 antingen den första (av 323) eller tredje generationen (av Familia).

## Första generationen (1977–1980)

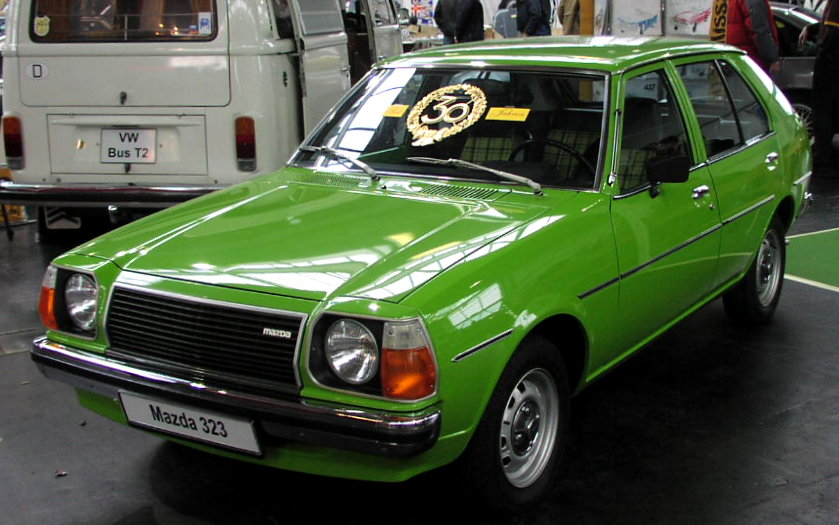
Första generationens Mazda 323

Mazda 323 (även såld som GLC i Nordamerika och Familia) kom ut i januari 1977 som en bakhjulsdriven mindre mellanklassbil, som ersatte både Mazda 818 och den tidigare Mazda 1000/1300 (också kallad Familia). Den erbjöds som halvkombi eller kombi, och båda fanns som 3- eller 5-dörrarsvarianter. Kombimodellen kom i juni 1978, och ersatte därmed också alla skåp- och kombivarianter av 1300. Tre motoralternativ fanns, 985 cc PC, 1 272 cc TC eller 1 415 cc UC. Den minsta motorn fanns bara på vissa marknader. 323:an delade många komponenter med Mazda 818. Namnet 323 användes nu för första gången, och det var i linje med namngivningen på andra aktuella modeller.
I juni 1979 fick 323 en ansiktslyftning, då bland annat de runda strålkastarna ersattes med rektangulära sådana, som satt kant i kant med grillen. Redan 1980 ersattes halvkombin av den nya framhjulsdrivna 323, medan kombimodellen blev kvar till 1986. 1981 fick kombimodellen en ny ansiktslyftning, som gjorde att den liknade den nya halvkombin.
En femväxlad låda erbjöds som alternativ till den fyrväxlade som var standard. Det fanns också en trestegad automatlåda.

## Andra generationen (1981–1984)
I juni 1980 premiärvisades en helt ny Mazda 323, och det var den första bilen från märket som var framhjulsdriven med tvärställd motor. Den fanns som halvkombi och 4-dörrars sedan. Ett samarbete med Ford, som hade köpt in sig i Mazda, ledde till att sedanmodellen även såldes under namnen Ford Laser och Ford Meteor. 

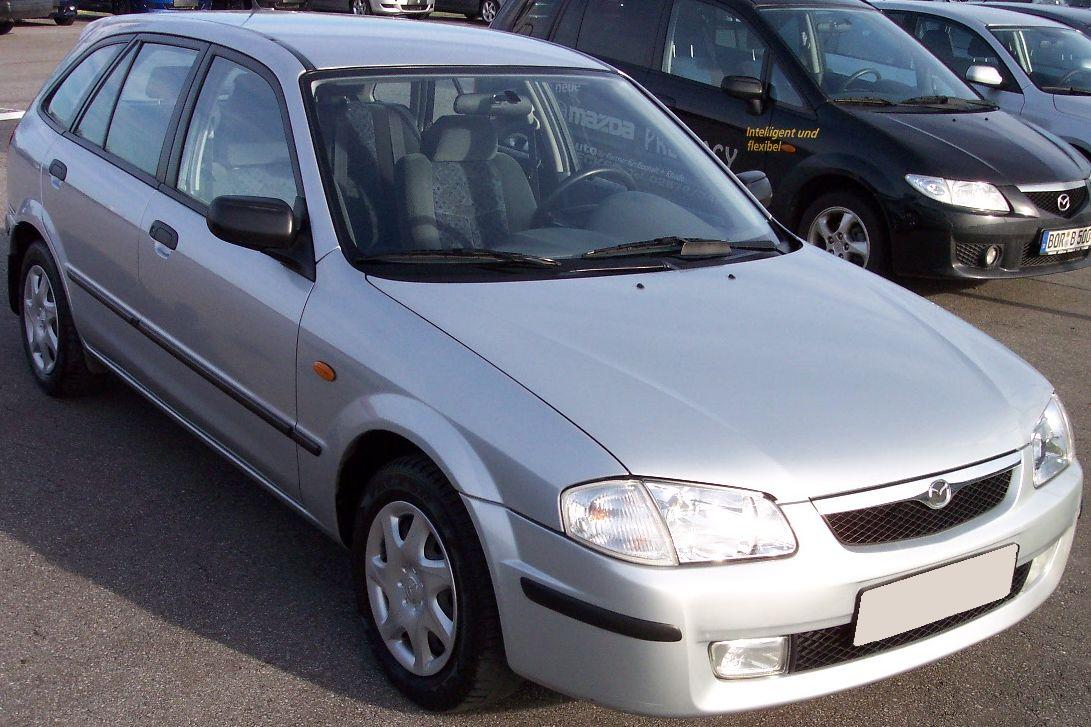
Mazda 323